# 국도 제323호선 (중국)

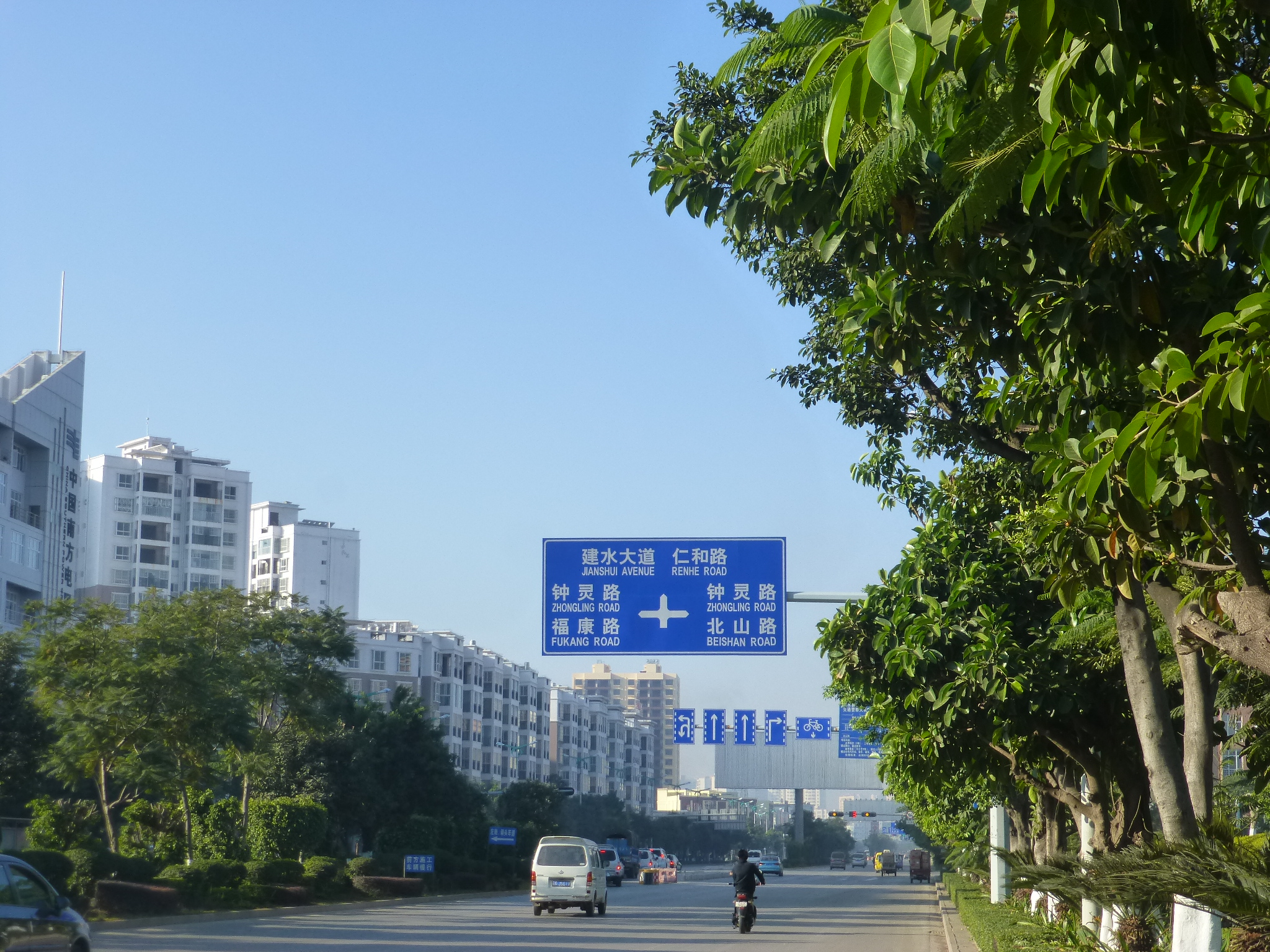
젠수이현을 종단하고 있는 323번 국도의 모습.

국도 제323호선(중국어: 323国道)은 장시성 루이진시와 윈난성 린창시를 사이에 이어주는 총 연장 2,915 km의 거리를 가진 중화인민공화국의 일반 국도이다. 주요 경유지로는 장시성, 광둥성, 광시 좡족 자치구, 윈난성 등이 있는 것으로 보이게 되며, 중국-미얀마 국경 지대를 건너는 국도 노선으로 드러나고 있다.

## 같이 보기
- 중화인민공화국의 일반 국도